# Gondiães (Vila Verde)
Gondiães ist ein Ort und eine ehemalige Gemeinde (Freguesia) im Norden Portugals.
Gondiães gehört zum Kreis Vila Verde im Distrikt Braga. Die Gemeinde hatte eine Fläche von 3,1 km² und 347 Einwohner (Stand 30. Juni 2011).
Am 29. September 2013 wurden die Gemeinden Gondiães, Mós und Pico de Regalados zur neuen Gemeinde União das Freguesias de Pico de Regalados, Gondiães e Mós zusammengeschlossen.